# Saint-Jean-le-Centenier
Saint-Jean-le-Centenier település Franciaországban, Ardèche megyében. Lakosainak száma 868 fő (2022. január 1.). Saint-Jean-le-Centenier Alba-la-Romaine, Mirabel, Saint-Gineis-en-Coiron, Saint-Pons és Villeneuve-de-Berg községekkel határos.

## Népesség
A település népessége az elmúlt években az alábbi módon változott:
| Lakosok száma | 565  | 544  | 508  | 626  | 693  | 701  | 776  | 845  | 856  | 868  |
|               | 1968 | 1982 | 1990 | 2006 | 2013 | 2015 | 2017 | 2019 | 2020 | 2022 |